# Mistrzostwa Europy U-22 w Piłce Siatkowej Mężczyzn 2022
Mistrzostwa Europy U-22 w Piłce Siatkowej Mężczyzn 2022 (ang. CEV U22 Volleyball European Championship Men 2022) – 1. edycja turnieju siatkarskiego organizowanego przez Europejską Konfederację Piłki Siatkowej (CEV) dla 8 europejskich narodowych reprezentacji.
Mecze grupowe i turniej finałowy zostały rozegrane w Arenie Jaskółka w Tarnowie, która może pomieścić 4300 ludzi.

## Skład reprezentacji Polski[2]
- Trener: Daniel Pliński
- Asystent trenera: Ariel Fijoł
- Asystent trenera: Kacper Goździkiewicz

| Nr | Imię i nazwisko   | Data urodzenia | Wzrost (cm) | Klub (Sezon 2021/2022)      | Klub (Sezon 2022/2023)        | Pozycja      |
| -- | ----------------- | -------------- | ----------- | --------------------------- | ----------------------------- | ------------ |
| 1  | Dawid Pruszkowski | 07.06.2002     | 176         | Trefl Gdańsk                | Trefl Gdańsk                  | libero       |
| 2  | Bartosz Sławiński | 06.07.2001     | 190         | Uniwersytet Brighama Younga | Uniwersytet Brighama Younga   | rozgrywający |
| 3  | Piotr Szlęzak     | 04.01.2002     | 201         | Legia Warszawa              | Legia Warszawa                | przyjmujący  |
| 4  | Jakub Kraut       | 14.09.2001     | 195         | AZS AGH Kraków              | AZS AGH Kraków                | przyjmujący  |
| 5  | Bartosz Gomułka   | 30.05.2002     | 205         | Legia Warszawa              |                               | atakujący    |
| 6  | Seweryn Lipiński  | 13.02.2001     | 200         | STS Olimpia Sulęcin         | STS Olimpia Sulęcin           | środkowy     |
| 8  | Dawid Pawlun      | 22.05.2001     | 198         | KPS Siedlce                 | MKST Astra Nowa Sól           | rozgrywający |
| 10 | Michał Gierżot    | 04.10.2001     | 206         | Cuprum Lubin                | PSG Stal Nysa                 | przyjmujący  |
| 12 | Konrad Jankowski  | 29.06.2002     | 204         | Krispol Września            | PSG Stal Nysa                 | środkowy     |
| 13 | Adrian Markiewicz | 12.04.2002     | 213         | KPS Siedlce                 | KS Lechia Tomaszów Mazowiecki | środkowy     |
| 18 | Maciej Nowowsiak  | 20.09.2001     | 189         | Cerrad Enea Czarni Radom    | Cerrad Enea Czarni Radom      | libero       |
| 19 | Dawid Dulski      | 01.11.2002     | 210         | AZS AGH Kraków              | Aluron CMC Warta Zawiercie    | atakujący    |
| 21 | Antoni Kwasigroch | 27.01.2002     | 193         | BKS Visła Bydgoszcz         | BKS Visła Bydgoszcz           | przyjmujący  |
| 22 | Karol Urbanowicz  | 24.02.2001     | 200         | Trefl Gdańsk                | Trefl Gdańsk                  | środkowy     |

## Inni znani reprezentanci
| Nr     | Imię i nazwisko  | Data urodzenia | Wzrost (cm) | Klub (Sezon 2021/2022) | Klub (Sezon 2022/2023)       | Pozycja      |        |        |        |        |
| Włochy | Włochy           | Włochy         | Włochy      | Włochy                 | Włochy                       | Włochy       | Włochy | Włochy | Włochy | Włochy |
| ------ | ---------------- | -------------- | ----------- | ---------------------- | ---------------------------- | ------------ | ------ | ------ | ------ | ------ |
| 15     | Tommaso Rinaldi  | 09.11.2001     | 200         | Top Volley Cisterna    | Leo Shoes PerkinElmer Modena | przyjmujący  |        |        |        |        |
| 20     | Paolo Porro      | 27.10.2001     | 183         | Allianz Milano         | Allianz Milano               | rozgrywający |        |        |        |        |
| Turcja |                  |                |             |                        |                              |              |        |        |        |        |
| 11     | Mirza Lagumdzija | 18.05.2001     | 207         | Arkas Spor Izmir       | Arkas Spor Izmir             | przyjmujący  |        |        |        |        |
| 20     | Efe Bayram       | 01.03.2002     | 194         | Halkbank Ankara        | Top Volley Cisterna          | przyjmujący  |        |        |        |        |

## Faza grupowa[6]

### Grupa A
Tabela
| Lp. | Drużyna | Mecze | Mecze   | Mecze   | Pkt | Sety | Sety | Sety  | Małe punkty | Małe punkty | Małe punkty |
| Lp. | Drużyna | M     | W (3:2) | P (2:3) | Pkt | wyg. | prz. | ratio | zdob.       | str.        | ratio       |
| --- | ------- | ----- | ------- | ------- | --- | ---- | ---- | ----- | ----------- | ----------- | ----------- |
| 1.  | Francja | 3     | 3 (3)   | 0 (0)   | 6   | 9    | 6    | 1.500 | 329         | 323         | 1.019       |
| 2.  | Polska  | 3     | 2 (0)   | 1 (1)   | 7   | 8    | 3    | 2.667 | 272         | 238         | 1.143       |
| 3.  | Serbia  | 3     | 1 (0)   | 2 (1)   | 4   | 5    | 6    | 0.833 | 244         | 257         | 0.949       |
| 4.  | Austria | 3     | 0 (0)   | 3 (1)   | 1   | 2    | 9    | 0.222 | 237         | 264         | 0.898       |

Źródło: www-old.cev.eu
Punktacja: 3:0 i 3:1 – 3 pkt; 3:2 – 2 pkt; 2:3 – 1 pkt; 1:3 i 0:3 – 0 pkt
Zasady ustalania kolejności: 1. większa liczba wygranych meczów; 2. większa liczba zdobytych punktów; 3. wyższy stosunek setów; 4. wyższy stosunek małych punktów; 5. lepszy bilans w bezpośrednich meczach
     Awans do turnieju finałowego
Wyniki spotkań
| Data       | Godz. | Drużyna 1 | Wynik | Drużyna 2 | 1     | 2     | 3     | 4     | 5     | Widzów | *      |
| ---------- | ----- | --------- | ----- | --------- | ----- | ----- | ----- | ----- | ----- | ------ | ------ |
| 12.07.2022 | 14:30 | Serbia    | 3:0   | Austria   | 27:25 | 26:24 | 25:23 |       |       | 100    | Raport |
| 12.07.2022 | 19:30 | Polska    | 2:3   | Francja   | 25:15 | 22:25 | 22:25 | 28:26 | 20:22 | 2500   | Raport |
|            |       |           |       |           |       |       |       |       |       |        |        |
| 13.07.2022 | 14:30 | Austria   | 2:3   | Francja   | 25:23 | 25:20 | 20:25 | 23:25 | 10:15 | 100    | Raport |
| 13.07.2022 | 19:30 | Serbia    | 0:3   | Polska    | 20:25 | 25:27 | 18:25 |       |       | 3500   | Raport |
|            |       |           |       |           |       |       |       |       |       |        |        |
| 14.07.2022 | 14:30 | Francja   | 3:2   | Serbia    | 27:29 | 25:18 | 25:19 | 16:25 | 15:12 | 110    | Raport |
| 14.07.2022 | 19:30 | Austria   | 0:3   | Polska    | 19:25 | 26:28 | 17:25 |       |       | 4100   | Raport |

### Grupa B
Tabela
| Lp. | Drużyna    | Mecze | Mecze   | Mecze   | Pkt | Sety | Sety | Sety  | Małe punkty | Małe punkty | Małe punkty |
| Lp. | Drużyna    | M     | W (3:2) | P (2:3) | Pkt | wyg. | prz. | ratio | zdob.       | str.        | ratio       |
| --- | ---------- | ----- | ------- | ------- | --- | ---- | ---- | ----- | ----------- | ----------- | ----------- |
| 1.  | Włochy     | 3     | 3 (0)   | 0 (0)   | 9   | 9    | 1    | 9.000 | 251         | 203         | 1.236       |
| 2.  | Turcja     | 3     | 2 (1)   | 1 (0)   | 5   | 7    | 5    | 1.400 | 276         | 257         | 1.074       |
| 3.  | Holandia   | 3     | 1 (0)   | 2 (1)   | 4   | 5    | 6    | 0.833 | 226         | 231         | 0.978       |
| 4.  | Czarnogóra | 3     | 0 (0)   | 3 (0)   | 0   | 0    | 9    | 0.000 | 163         | 225         | 0.724       |

Źródło: www-old.cev.eu
Punktacja: 3:0 i 3:1 – 3 pkt; 3:2 – 2 pkt; 2:3 – 1 pkt; 1:3 i 0:3 – 0 pkt
Zasady ustalania kolejności: 1. większa liczba wygranych meczów; 2. większa liczba zdobytych punktów; 3. wyższy stosunek setów; 4. wyższy stosunek małych punktów; 5. lepszy bilans w bezpośrednich meczach
     Awans do turnieju finałowego
Wyniki spotkań
| Data       | Godz. | Drużyna 1  | Wynik | Drużyna 2  | 1     | 2     | 3     | 4     | 5    | Widzów | *      |
| ---------- | ----- | ---------- | ----- | ---------- | ----- | ----- | ----- | ----- | ---- | ------ | ------ |
| 12.07.2022 | 12:00 | Czarnogóra | 0:3   | Holandia   | 19:25 | 13:25 | 15:25 |       |      | 100    | Raport |
| 12.07.2022 | 17:00 | Włochy     | 3:1   | Turcja     | 29:27 | 25:18 | 22:25 | 25:22 |      | 200    | Raport |
|            |       |            |       |            |       |       |       |       |      |        |        |
| 13.07.2022 | 12:00 | Holandia   | 2:3   | Turcja     | 19:25 | 18:25 | 25:21 | 25:23 | 9:15 | 100    | Raport |
| 13.07.2022 | 17:00 | Czarnogóra | 0:3   | Włochy     | 22:25 | 15:25 | 19:25 |       |      |        | Raport |
|            |       |            |       |            |       |       |       |       |      |        |        |
| 14.07.2022 | 12:00 | Turcja     | 3:0   | Czarnogóra | 25:22 | 25:17 | 25:21 |       |      | 100    | Raport |
| 14.07.2022 | 17:00 | Holandia   | 0:3   | Włochy     | 19:25 | 19:25 | 17:25 |       |      | 600    | Raport |

## Turniej finałowy

### Drabinka
|  |           |           |           |                   |   |         |         |       |
|  | Półfinały | Półfinały | Półfinały |                   |   | Finał   | Finał   | Finał |
|  | Półfinały | Półfinały | Półfinały |                   |   | Finał   | Finał   | Finał |
|  |           |           |           |                   |   |         |         |       |
|  |           |           |           |                   |   |         |         |       |
|  | Francja   | Francja   | 3         |                   |   |         |         |       |
|  | Francja   | Francja   | 3         |                   |   |         |         |       |
|  | Turcja    | Turcja    | 2         |                   |   |         |         |       |
|  | Turcja    | Turcja    | 2         |                   |   | Francja | Francja | 1     |
|  |           |           |           |                   |   | Francja | Francja | 1     |
|  |           |           | Włochy    | Włochy            | 3 |         |         |       |
|  | Włochy    | Włochy    | Włochy    | Włochy            | 3 | 3       |         |       |
|  | Włochy    | Włochy    |           |                   |   |         |         |       |
|  | Polska    | Polska    | 2         |                   |   |         |         |       |
|  | Polska    | Polska    | 2         | Mecz o 3. miejsce |   |         |         |       |
|  |           |           |           |                   |   |         |         |       |
|  |           |           |           |                   |   |         |         |       |
|  |           |           |           |                   |   |         |         |       |
|  | Turcja    | Turcja    | 1         |                   |   |         |         |       |
|  | Turcja    | Turcja    | 1         |                   |   |         |         |       |
|  | Polska    | Polska    | 3         |                   |   |         |         |       |
|  | Polska    | Polska    | 3         |                   |   |         |         |       |

### Półfinały
| Data       | Godz. | Drużyna 1 | Wynik | Drużyna 2 | 1     | 2     | 3     | 4     | 5     | Widzów | *      |
| ---------- | ----- | --------- | ----- | --------- | ----- | ----- | ----- | ----- | ----- | ------ | ------ |
| 16.07.2022 | 17:00 | Francja   | 3:2   | Turcja    | 25:23 | 22:25 | 12:25 | 25:23 | 15:13 | 1600   | Raport |
| 16.07.2022 | 20:00 | Włochy    | 3:2   | Polska    | 15:25 | 25:21 | 19:25 | 25:16 | 15:13 | 4200   | Raport |

### Mecz o 3. miejsce
| Data       | Godz. | Drużyna 1 | Wynik | Drużyna 2 | 1     | 2     | 3     | 4     | 5 | Widzów | *      |
| ---------- | ----- | --------- | ----- | --------- | ----- | ----- | ----- | ----- | - | ------ | ------ |
| 17.07.2022 | 17:00 | Turcja    | 1:3   | Polska    | 17:25 | 25:20 | 24:26 | 23:25 |   | 4000   | Raport |

### Finał
| Data       | Godz. | Drużyna 1 | Wynik | Drużyna 2 | 1     | 2     | 3     | 4     | 5 | Widzów | *      |
| ---------- | ----- | --------- | ----- | --------- | ----- | ----- | ----- | ----- | - | ------ | ------ |
| 17.07.2022 | 20:00 | Francja   | 1:3   | Włochy    | 26:24 | 23:25 | 22:25 | 21:25 |   | 2000   | Raport |

## Nagrody indywidualne[8]
| MVP         | Najlepsi środkowi                    | Najlepszy atakujący | Najlepsi przyjmujący           | Najlepszy rozgrywający | Najlepszy libero  |
| ----------- | ------------------------------------ | ------------------- | ------------------------------ | ---------------------- | ----------------- |
| Paolo Porro | Francesco Comparoni Karol Urbanowicz | Ibrahim Lawani      | Tommaso Rinaldi Michał Gierżot | Kellian Motta Paes     | Thibault Loubeyre |

## Klasyfikacja końcowa
| Miejsce | Reprezentacja |
| ------- | ------------- |
| złoto   | Włochy        |
| srebro  | Francja       |
| brąz    | Polska        |
| 4.      | Turcja        |
| 5.      | Holandia      |
| 6.      | Serbia        |
| 7.      | Austria       |
| 8.      | Czarnogóra    |